# Лусдејл (Мисисипи)
Лусдејл (енгл. Lucedale) град је у америчкој савезној држави Мисисипи.

## Демографија
По попису из 2010. године број становника је 2.923, што је 465 (18,9%) становника више него 2000. године.
| Група             | 2000.         | 2010.         |
| Белци             | 1.700 (69,2%) | 1.974 (67,5%) |
| Афроамериканци    | 718 (29,2%)   | 866 (29,6%)   |
| Азијати           | 18 (0,7%)     | 16 (0,5%)     |
| Хиспаноамериканци | 9 (0,4%)      | 51 (1,7%)     |
| Укупно            | 2.458         | 2.923         |